# Osco

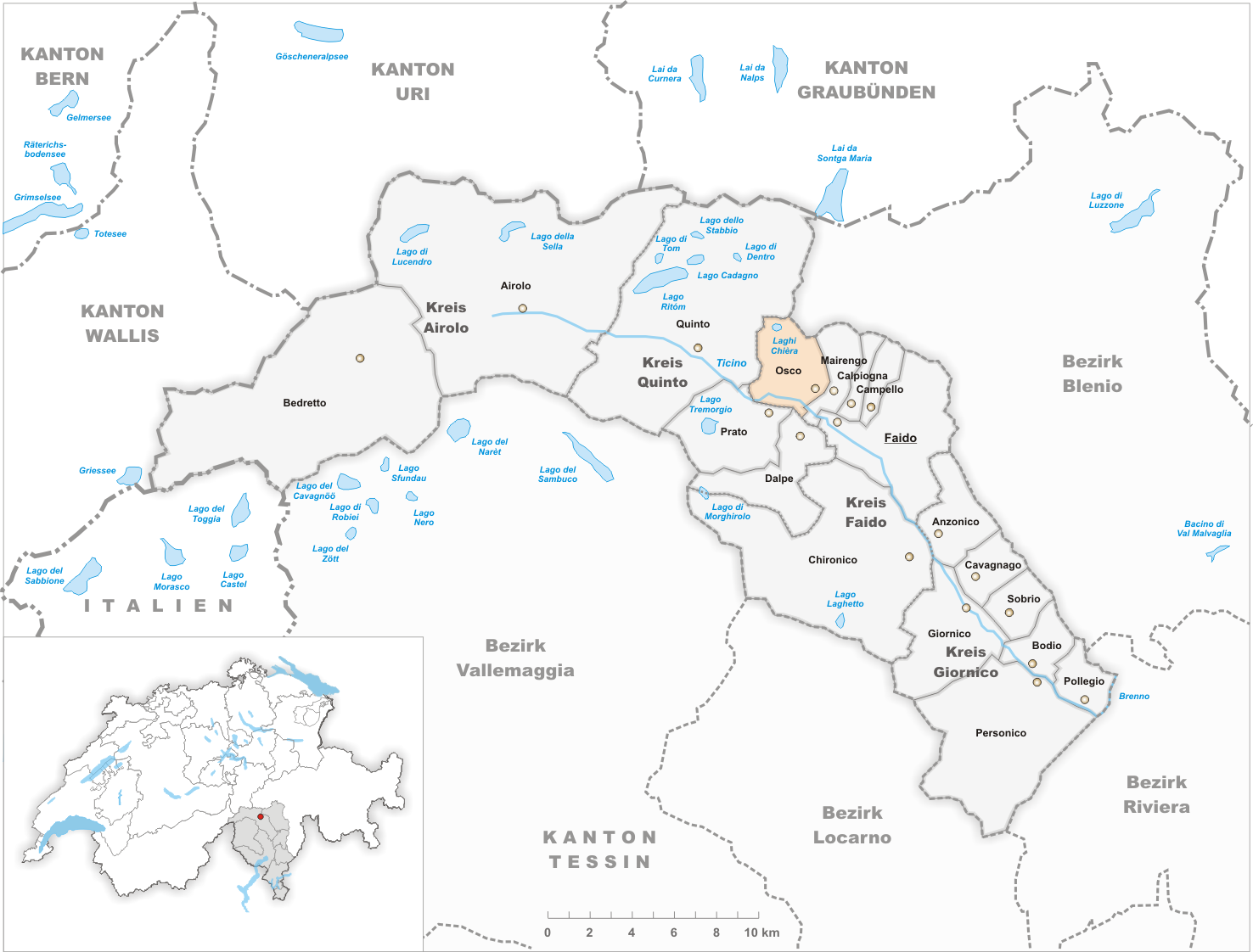
Gemeindestand vor der Fusion am 31. März 2012

Talgrund: Faido, darüber: Mairengo und Osco. Bildmitte links: Dalpe, darüber: Flugplatz Ambrì. Hintergrund von links: Pizzo Centrale, Pizzo Barbarera, Poncione Pro do Rodùc, Pécianett und Pizzo del Sole

Osco war bis zum 31. März 2012 eine politische Gemeinde im Kreis Faido, im Bezirk Leventina des Kantons Tessin in der Schweiz.

## Geographie

Luftbild (1954)

Das Dorf liegt auf einer Höhe von 1161 m ü. M. auf einer schönen Terrasse am Hang des Pizzo del Sole (2773 m ü. M.); zweieinhalb Kilometer entfernt von der Station Faido der Schweizerischen Bundesbahnen.

## Geschichte
Das Dorf wurde 1171 als Hoscho erstmals erwähnt. Es bildete im Mittelalter eine der drei Degagne der Nachbarschaft (vicinia) Faido und war als solche gemäss der Satzung (statuti) von 1237 an der Organisation des Transitverkehrs beteiligt. Es war noch 1864 eine der drei degagne; heute ist es eine selbständige vicinia. Zur Gemeinde Osco gehörten auch die Fraktionen Vigera, Freggio, Brusgnano und Modrengo sowie die Maiensässe Predelp und Somprei.
Am 1. April 2012 fusionierte sie mit den Gemeinden Anzonico, Calpiogna, Campello, Cavagnago, Chironico und Mairengo zur bestehenden Gemeinde Faido. Zuvor hatten die Einwohner von Osco im März 2004 in einer Volksabstimmung im März 2004 die Fusion ihrer Gemeinde mit Faido, Cavagnago, Mairengo, Calpiogna, Campello, Rossura, Anzonico, Chiggiogna, Calonico und Sobrio verworfen. Osco bildet aber nach wie vor eine eigenständige Bürgergemeinde. Diese besitzt die Alpe di Cruina mit ihren Weiden im Bedrettotal nördlich oberhalb der Strasse zum Nufenenpass und die Alpe di Chièra mit der Voralpe Somprei oberhalb von Osco.

## Bevölkerung
In Osco wurden 1237 59 und 1567 78 Feuerstätten gezählt.
Einwohnerzahlen: Volkszählungsdaten   1880: Bau Gotthardbahn

## Sehenswürdigkeiten
Die Dorfbilder von Osco und Brusgnano/Freggio sind im Inventar der schützenswerten Ortsbilder der Schweiz (ISOS) als schützenswertes Ortsbild der Schweiz von nationaler Bedeutung eingestuft.

### Sakrale Bauten
- Pfarrkirche San Maurizio[9]
- Oratorium San Bernardo, im Ortsteil Freggio[9]
- Oratorium Santa Maria Maddalena, im Ortsteil Vigera[9]

### Zivilbauten
- Friedhof in Osco[9]
- Friedhof in Freggio[9]
- Wohnhaus Ca’ Granda[9]
- Verschiedene typische levantinische Wohnhäuser[9].

## Persönlichkeiten
- Carlo Cioccari (1829–1891), Sekundarlehrer, Arzt, Dichter, Publizist und Redaktor
- Angelica Cioccari-Solichon (1827–1912), Sekundarlehrerin, Autorin, Journalistin und Vizedirektorin des Istituto Romeo Manzoni in Maroggia
- Guido Calgari (1905–1969), Schriftsteller, Dozent an der ETH Zürich
- Plinio Cioccari (* 25. Januar 1918 in Biasca; † 5. Dezember 2008 in San Nazzaro TI), Rechtsanwalt, Politiker, Generaldirektor des Associazione Bancaria Ticinese[10] und Tessiner Staatsrat von 1959 bis 1967[11][12]
- Silvio Fulcieri Kistler (* 1941; † 15. Mai 2024 in Barbengo), aus Reichenburg, studierte an der Universität Zürich, Ökonom, Autor[13], Verfasser[14], ehemaliger Direktor der UBS-Bank in Lugano, Mitglied des Rotary Clubs Lugano und Oberst SMG der Schweizer Armee, Vizepräsident der Gesellschaft der Generalstabsoffiziere (GGstOf),[15] wohnte in Barbengo und Vigera[16][17]